# Charles Nokan
Œuvres principales
- Le soleil noir point (1962)
- Violent était le vent (1966)

Charles Zégoua Gbessi Nokan, né à Yamoussoukro en Côte d'Ivoire le 28 décembre 1936 et mort à Abidjan le 1er novembre 2022, est un universitaire et écrivain ivoirien membre de l'ASCAD (Académie des sciences, des arts, des cultures d'Afrique et des diasporas africaines). 
Auteur de plusieurs œuvres de théâtre, de poésie et de romans, Charles Nokan est le principal lauréat du Grand prix national de littérature, en 2014.

## Biographie
Son père est Kalou Konan. 
Charles Nokan, après ses études primaires à Yamoussoukro et Toumodi, a effectué ses études secondaires et supérieures en France, où il a fréquenté les lycées de Blois et les universités de Poitiers et de Paris. Il est Licencié en sociologie et Docteur en philosophie.  Il eut été enseignant à l’université Félix Houphouët Boigny d'Abidjan.
Ce modeste écrivain ivoirien a publié plusieurs œuvres, dont Le soleil noir point (1962), Violent était le vent, et Petites rivières. Sa première pièce de théâtre, Les malheurs de Tchakô, est parue en 1968.  
Ont suivi d'autres œuvres publiées en France, dont, en 1970, la pièce de théâtre Abraha Pokou ou Une grande africaine, suivie du recueil de poèmes La voix grave d'Ophimoï (éd. Pierre-Jean Oswald, Coll. "Théâtre africain", no 9, Honfleur ; 90 pages, préfaces de Jacques Howlett et Mikel Dufrenne).  
C'est son autobiographie, Tel que je suis (éd. Nei-Ceda, Abidjan, 2014 ; 212 p.) qu'a récompensée le Grand Prix national de littérature d'Abidjan, en 2014.
Pour Charles Nokan, l'écriture est politique et littéraire ; elle est à la fois combat, chant et danse.  

## Publications
Théâtre
- 1962 : Le soleil noir point  (préf. Pierre Stibbe), Paris / Dakar, Présence africaine (ISBN 978-2-7087-0112-0)
- 1968 : Les Malheurs de Tchakö (Édition : Honfleur : P. J. Oswald, Paris)
- 1970 : Abraha Pokou, ou une grande Africaine ; Suivi de : La Voix grave d'Ophimoï (Édition : Honfleur : P.J. Oswald, Paris)
- 1972 : La Traversée de la nuit dense ou les Travailleurs africains en France  (suivi de Cris rouges (poèmes)), Paris, P.J. Oswald, coll. « Théâtre africain » (no 19) — Sous le pseudonyme de Zégoua Nokan
- 1984 : Abraha Pokou et Trois autres pièces (Présence africaine, Paris, Dakar),
- 2014 : Johoré précédée de cinq autres pièces (Éditions Nubia, Paris),
- 2015 : Fako et sa conscience, L'Harmattan-Côte d'Ivoire (ISBN 978-2-343-07051-3)

Poésie
- 1989 : Cri  (ill. Béatrice Wahl), Abidjan, Centre d'édition et de diffusion africaines (CEDA) (ISBN 978-2-86394-159-1)
- 2014 : Yah et Môni (quatrains) : suivi de : les odeurs de l'existence ; le lavage de la vie ; le testament (Les Classiques ivoiriens),

Romans
- 1966 : Violent était le vent, Paris, Présence africaine
- 1970 : Abraha Pokou, ou une grande Africaine ; Suivi de : La Voix grave d'Ophimoï (Édition : Honfleur : P.J. Oswald, Paris),
- 1983 : Les Petites Rivières, Abidjan, Centre d'édition et de diffusion africaines (CEDA) (ISBN 978-2-86394-022-8)
- 1984 : Le matin sera rouge, Yaoundé, Clé (ISBN 978-2-7235-0079-1)
- 1985 : Mon chemin débouche sur la grand-route (CEDA, Abidjan),
- 2010 : Yassoi refusa l'orange mûre de Nianga (Frat Mat Éditions, Abidjan),
- 2012 : Tout grand changement est un ouragan (Éditions L'encre Bleue, Abidjan),

Essai
- 2000 : L'Être, le Désêtre et le Non-être, (Éditions PUCI, Abidjan),

Autobiographie
- 2014 : Tel que je suis, (Nei-Ceda, Abidjan).

## Prix et distinctions
Au Salon international du livre d'Abidjan 2014, Charles Nokan a été désigné lauréat des prix nationaux de littérature. Il a également reçu le « Prix d'exception » au  « Grand Prix Kaïlcedra des lycées et collèges », en 2015. 